# Freedom of the Seas
El Freedom of the Seas es un crucero de la clase Freedom perteneciente a la empresa naviera Royal Caribbean International. Este crucero fue construido en Turku, Finlandia. Su nombre en español significa "Libertad de los Mares". Sus gemelos son el Independence of the Seas y el Liberty of the Seas, todos propiedad de la compañía Royal Caribbean International.
Construido en Finlandia, sus dimensiones en longitud son un poco mayores a las del Titanic pero en altura es mucho mayor con sus 15 pisos y 2800 camarotes pueden viajar 3634 pasajeros. Pesa 154 407 toneladas, tiene 338,91 metros de eslora, 38,6 m de manga y alcanza la velocidad de 21 nudos. Pertenece a la nueva generación de barcos de tipo crucero de Royal Caribbean International.
Cuenta con un teatro, una biblioteca, un casino, un escenario para karaokes, distintos restaurantes y tiendas, pista de patinaje, pared de escalamiento, un cuadrilátero de boxeo, un gran número de piscinas al aire libre la ‘FlowRider’, la única ola del mundo que permite practicar surf a bordo de un barco.

## El más grande del mundo

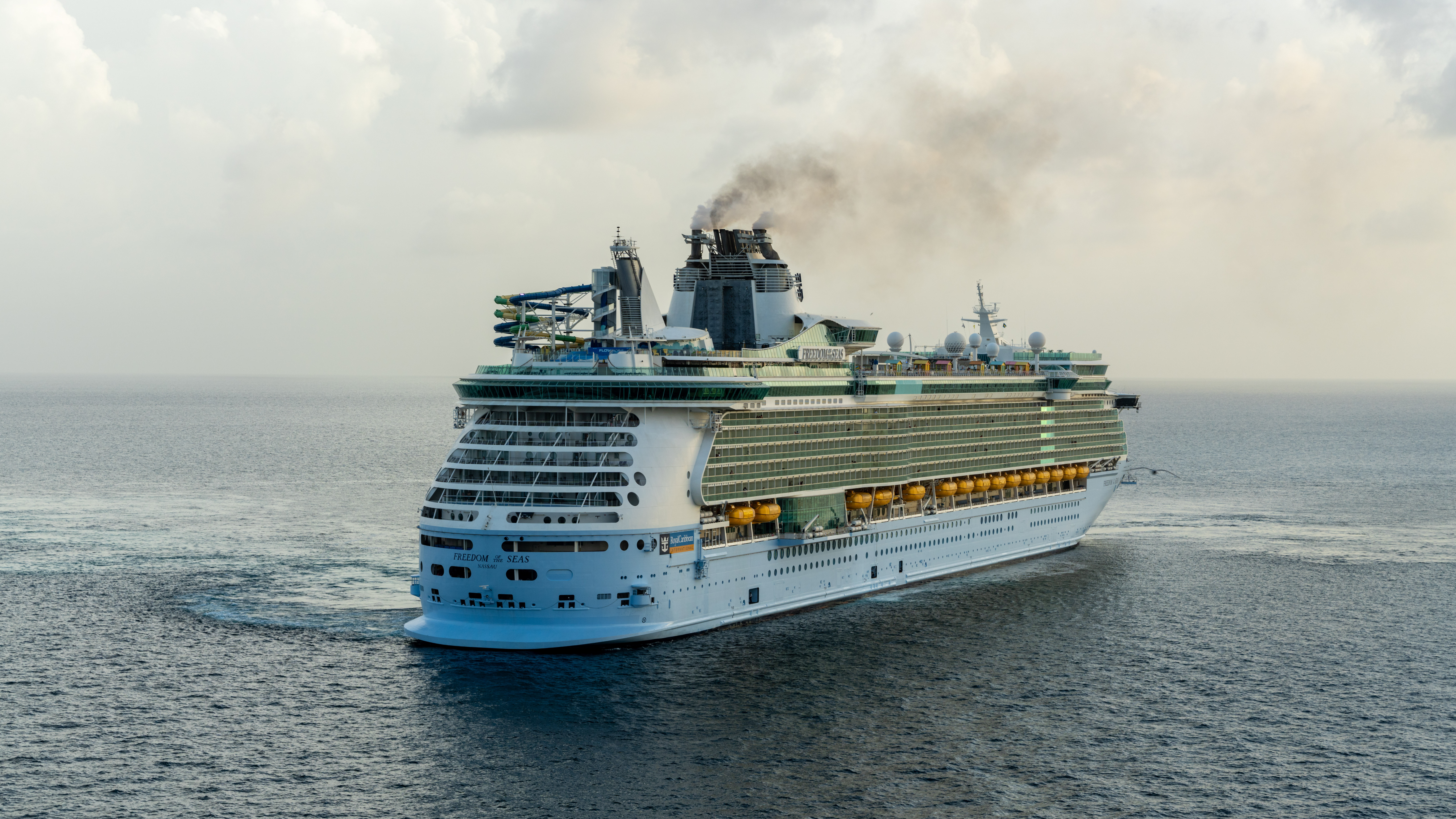
El Freedom of the Seas navegando en el año 2023.

Este barco fue el crucero más grande del mundo durante una pequeñísima etapa, superó al Queen Mary 2 pero poco después fue superado por su gemelo Liberty of the Seas y después ya por los de la clase Oasis de su misma compañía naviera.
La clase Oasis empezó construyendo el Oasis of the Seas que nada más terminarse se convirtió en el barco más grande del mundo superando al Freedom of the Seas y al Liberty of the Seas, poco después se construyó el Allure of the Seas que es gemelo del Oasis of the Seas.